# Tommy Troelsen
Tommy Brian Troelsen (født 10. juli 1940 i Nykøbing Mors, død 9. marts 2021) var en dansk fodboldspiller og tv-vært.

## Karriere
Tommy Troelsen spillede 16 kampe for Danmarks A-landshold. I en af de mere berømte, 5-1 sejren over Norge i 1968, scorede han hattrick. Han var fra 1976 til 1980 træner for U/21 landsholdet, inden han blev sportskommentator hos Danmarks Radio og studievært hos DK4 i programmerne Sportsquiz , Tommy's Corner og vært på DR's Tipslørdag,
Tommy Troelsen startede sin karriere i Nykøbing Mors IF og flyttede til Vejle Boldklub. Her spillede han 257 kampe og scorede 130 mål.
Tommy Troelsen var en teknisk boldbegavelse. Det gav ham tilnavnet 'Fodboldtroldmanden'. I 1958 var han en af profilerne på et VB-hold, der vandt The Double. Året efter var han med til at vinde DBU's landspokalturnering med Vejle Boldklub, hvor han scorede målet til 1-0 i pokalfinalen mod AGF.
Tommy Troelsen var den yngste spiller i en dansk pokalfinale gennem tiderne.[kilde mangler] Han var blot 17 år gammel, da han tre dage inden sin realeksamen i naturhistorie i 1958 spillede finalen for Vejle Boldklub mod KB. Han var også som 20-årig den næstyngste spiller på "Sølvholdet", der vandt sølv ved de olympiske lege i Rom i 1960. Den yngste spiller på sølvholdet var den blot 18-årige frederikshavner Harald Nielsen (Guld Harald).
I 1964 blev Tommy Troelsen lærer fra Jelling Statsseminarium.
I begyndelsen af 1980'erne blev Troelsen DR-TVs fodboldekspertkommentator, et emne som han mestrede. Han så alle de små ting, som den faste kommentator og seerne ikke opdagede. Senere blev han også almindelig fodboldskommentator. Men det var som ekspertkommentator han var helt formidabel. Han blev også populær hos mange fodboldsinteresserede i de dele af Skåne, der kan se dansk fjernsyn.[kilde mangler] Fx ved EM i Frankrig 1984. Svensk fjernsyn brugte tidligere kun én kommentator, og især i firserne var Troelsen kendt som "den danska experten" på den andere side Øresund.
Under OL 1992 i Barcelona stod Tommy Troelsen for hjemmestudiet i København om formiddagen sammen med Karin Palshøj.

## Skadet i 13 år
Tommy Troelsen fik tidligt i karrieren en skade i højre knæ, og lægerne mente ikke, det var forsvarligt at spille videre uden en operation. Der gik dog 13 år, inden han blev opereret. Gennem hele karrieren spillede han med elastikbind på højre knæ. Der findes ikke billeder af ham uden knæbind. På trods af sit handikap scorede han mange af sine mål på langskud.